# パンダカップ
パンダカップ（Panda Cup International Youth Football Tournament、熊猫杯国际青年足球邀请赛）は、2014年から毎年、中華人民共和国成都市で行われている国際ユースサッカー大会である。
出場資格は19歳以下で、総当り1回戦のリーグ戦を行う。出場国は中国が招待した三ヶ国を含む四ヶ国。2019年大会の前に、中国サッカー協会は将来はより多くのチームで複数の年齢層を含むように規模を拡大する意向を表明した。国際ユースサッカー開発セミナーなどのイベントが、パンダカップと共同で開催される。
大会のロゴは、ロサンゼルスを拠点とする中国人学生によってデザインされたもので、龍とパンダとオリンピックシンボル（五輪）を元にしている。

## 結果
| 2014年 詳細 | ブラジル       | クロアチア   | 中華人民共和国   | ニュージーランド | 4 |
| 2015年 詳細 | 日本           | スロバキア   | 中華人民共和国   | キルギス         | 4 |
| 2016年 詳細 | 日本           | クロアチア   | 中華人民共和国   | チェコ           | 4 |
| 2017年 詳細 | ハンガリー     | スロバキア   | イラン           | 中華人民共和国   | 4 |
| 2018年 詳細 | 中華人民共和国 | イングランド | ハンガリー       | ウルグアイ       | 4 |
| 2019年 詳細 | 韓国           | タイ         | ニュージーランド | 中華人民共和国   | 4 |

1. ↑  大会終了後、韓国は敬意を欠く行為を行ったため、優勝が剥奪された[1][2]。